# AIMStar
AIMStar est un concept d'engin spatial à propulsion par impulsions nucléaires catalysées par antimatière qui utiliserait des nuages d'antiprotons pour initier la fission et la fusion au sein de capsules de combustible. Une tuyère magnétique (en) acquerrait sa force motrice des explosions qui en résulteraient. Le concept a été étudié dans les années 1990 par l'Université d'État de Pennsylvanie. L'engin a été conçu pour atteindre une distance de l'ordre de 10 000 Unités astronomiques depuis le Soleil, avec un temps de trajet de 50 années et une vitesse de croisière non propulsée d'environ 960 km/s après la phase d'accélération (environ 1/300e de la vitesse de la lumière). La sonde devrait être capable d'étudier le milieu interstellaire ainsi que d'atteindre Alpha du Centaure, l'étoile la plus proche du Soleil. Le projet nécessiterait toutefois plus d'antimatière que nous ne sommes capables d'en produire. De plus, certains obstacles techniques doivent être surmontés avant qu'il ne soit réalisable.